# Bedford megye (Virginia)
Bedford megye az Amerikai Egyesült Államokban, azon belül Virginia államban található. Megyeszékhelye Bedford, legnagyobb városa Bedford. Lakosainak száma 79 462 fő (2020. április 1.). Bedford megye Rockbridge, Amherst, Lynchburg, Campbell, Pittsylvania, Franklin, Roanoke és Botetourt megyékkel határos.

## Népesség
A megye népességének változása:
| Lakosok száma | 68 723 | 69 389 | 69 538 | 69 825 | 77 724 | 79 462 |
|               | 2010   | 2011   | 2012   | 2013   | 2015   | 2020   |